# Clementina Rosa Quenel
Clementina Rosa Quainelle (Santiago del Estero, 22 de agosto de 1901-Santiago del Estero, 20 de septiembre de 1980), conocida como Clementina Rosa Quenel, fue una escritora argentina de destacada actividad durante el siglo XX. Escribió poesía, cuento y relato.

## Biografía
Nació en Santiago del Estero el 22 de agosto de 1901 como Clementina Rosa Quainelle, pues descendía de franceses, aunque su nombre se castellanizó como Clementina Rosa Quenel.
Autora de renombre en su provincia natal, como narradora  y poeta, inició su carrera literaria, sin embargo, en Buenos Aires, como cuentista de Maribel, Chabela, El Hogar, y otras revistas de los años 20. En la década siguiente, integró el grupo literario La Brasa, junto a Bernardo Canal Feijoo y Horacio Rava. Desde entonces, publicó libros de cuentos y poemas.
Falleció en Santiago del Estero el 20 de septiembre de 1980. Un año después, su novela El bosque tumbado fue publicada de manera póstuma, aunque en 1951 dicha obra, para entonces inédita, le mereció el Premio Nacional de Literatura. Asimismo, tras su muerte, dejó varias expresiones teatrales inéditas. Algunas de sus epopeyas históricas más reconocidas fueron El Retablo de la Gobernadora y Una Boda para Ventura Saravia, varias veces representadas.

## Obra
Entre sus obras, algunas inéditas, se destacan cuentos, poemas, obras de teatro y novelas.
- La luna negra (cuentos, 1945)
- Elegías para tu nombre campesino (poesía, 1951)
- Poemas con árboles (poesía, 1961)
- Los Ñaupas (consejos, refranes y dichos de viejos paisanos, 1967)
- El bosque tumbado (novela póstuma, 1981)